# Хаф (город)
Хаф (перс. خواف‎), также Кесеберу́д — город в Иране. Административный центр шахрестана Хаф в провинции Хорасан-Резави. Расположен в 267 км к югу от Мешхеда, административного центра провинции, и в 123 км к западу от афгано-иранской границы.

## Транспорт
В городе находится железнодорожная станция. Участок Торбете-Хейдерие — Хаф (Сенган) длиной 146 км построен в 2004—2010 годах. Строительство железнодорожной линии Сенган — Хаф — Герат общей протяжённостью 225 км, которая соединяет Иранские железные дороги и железные дороги Афганистана, началось в 2007 году. Участок Хаф — Сенган длиной 14 км завершён в сентябре 2016 года. В октябре 2017 года завершено строительство участка Хаф — Шамтег (перс. شمتیغ‎) длиной 62 км на иранской стороне и участка Шамтег — Гуриан (Розанак) длиной 61,2 км на афганской стороне. 10 декабря 2020 года состоялась официальная церемония ввода в эксплуатацию участка длиной 140 км Хаф — Розанак (روزنک). Из них 76 км находятся на территории Ирана. Первый грузовой поезд прошёл 3 декабря. Пункт пропуска через государственную границу «Шамтег» в Хафе открыт в 2021 году. Стоимость строительства 75 млн долларов США. Финансировался проект правительством Ирана. Участок Шамтег — Гуриан финансировал Исламский банк развития. Участок Гуриан (Розанак) — Герат длиной 43 км завершала по контракту казахская компания ТОО «Integra Construction KZ» в 2020—2023 годах. Стоимость финального участка составила 58,5 млн долларов и финансировалась итальянским правительством. 6 июля 2021 года в ходе наступления «Талибана» станция Розанак и участок линии в её районе были разрушены. Работы были приостановлены. В 2022 году начат ремонт на афганском участке линии. 9 мая 2023 года состоялся пробный запуск линии Хаф — Герат.